# 신가초등학교 (광주)
신가초등학교는 대한민국 광주광역시 광산구 신가동에 있는 공립 초등학교이다.

## 학교 연혁
- 1997. 09. 01. 신가초등학교 설립 인가(20학급)
- 1997. 10. 02. 신가초등학교 개교
- 2000. 10. 02. 교육부 과제 해결 에너지 절약 시범 운영 보고회
- 2010. 03. 01. 광주광역시 서부교육지원청 재능육성 선도학교 운영
- 2013. 09. 01. 제9대 문명숙 교장선생님 부임
- 2014. 03. 01. 학교교육력 제고 중점학교 운영
- 2015. 02. 13. 제18회 졸업(졸업생 총 2,233명)
- 2021. 03. 01. 재개발로 인해 임시 휴교

## 참고 자료
- 신가초등학교 - 한국교육학술정보원 학교알리미